# TEAM SMILE
TEAM SMILE（日语：チームスマイル）是在2011年东日本大震灾发生后，日本娱乐界为了支持复兴建设而成立的团体。现任理事长为PIA的社长矢内广。

## 简介
TEAM SMILE于2012年10月4日设立，通过举行娱乐演出活动，将获得的收益用于东北地区的“PIT”的建设和运营，以支持东北地区的复兴建设。PIT是为了获得长期稳定的经济收入而全新建设的LiveHouse，共有4处。PIT这个名称是英语“Power Into Tohoku!”（向东北注入力量！）的缩写。
2022年3月，在持续支援活动10年后，母公司PIA宣布TEAM SMILE社团法人活动结束并解散。所运营的4个演出场馆除丰洲PIT由PIA自行运营外，其他3处均归地方企业持有运营。

## 设施
| 名称         | 所在地       | 开业日期       | 容纳观众人数 |
| ------------ | ------------ | -------------- | ------------ |
| 釜石PIT      | 岩手县釜石市 | 2016年1月9日   | 150人        |
| 仙台PIT      | 宫城县仙台市 | 2016年3月11日  | 1451人       |
| 磐城PIT （いわきPIT） | 福岛县磐城市 | 2015年7月24日  | 200人        |
| 丰洲PIT （豊洲PIT） | 东京都江东区 | 2014年10月17日 | 3103人       |